# 哈拉米略德拉丰特
哈拉米略德拉丰特，是西班牙卡斯蒂利亚-莱昂布尔戈斯省的一个市镇。总面积22平方公里，总人口30人（2001年），人口密度1人/平方公里。